# Lecanorchis
Lecanorchis là một chi thực vật có hoa trong họ Lan.